# Dinocephaloides
Dinocephaloides is een kevergeslacht uit de familie van de boktorren (Cerambycidae). De wetenschappelijke naam van het geslacht werd voor het eerst geldig gepubliceerd in 1951 door Breuning.

## Soorten
Dinocephaloides omvat de volgende soorten:
- Dinocephaloides ochreomaculatus Breuning, 1951
- Dinocephaloides variemaculatus Breuning, 1958